# Statens medicinsk-etiska råd
Statens medicinsk-etiska råd (Smer) är ett organ inrättat av Sveriges regering efter beslut 1985, som lägger fram yttranden om frågor som rör medicinsk etik. Rådet är inte en självständig myndighet utan ett organ inom Socialdepartementet.
I rådet ingår en ordförande, åtta företrädare för de politiska partierna och tio sakkunniga. Det är ovanligt med politiska företrädare i motsvarande organ i andra länder.

## Ordförande[2]
- Bertil Göransson, 15 mars 1985–29 juni 1986
- Lilly Hansson, 30 juni 1986–30 juni 1991
- Gunnar Bengtsson, 1 juli 1991–31 augusti 2001
- Daniel Tarschys, 12 november 2001–31 december 2011
- Kjell Asplund, 1 januari 2012–30 april 2019
- Kenneth Johansson, 24 maj 2019–31 juli 2021[3][4]
- Sven-Eric Söder, 3 november 2021–31 december 2024[5]